# Жупа Никшићка
Жупа Никшићка је област у Црној Гори десетак километара на југоистоку од Никшића. Жупа Никшићка има климу жупе у пуном смислу, као и квалитетно земљиште погодно за пољопривреду, нарочито за узгој воћа и поврћа. Рубни делови Жупе од подножја планина које је окружују су такође богати шумом. Отуд је Жупа увек била насељена, сасвим поуздано у периоду од када су се ту доселили Словени, па до данас.

## Демографија
У Жупи Никшићкој су следећа насеља: Ливеровићи, Облатно, Заград, Бастаси, Царине, Кута, Васиљевићи, Бјелошевина, Мораково, Дучице, Старо Село и Југовићи. Према подацима из 2011. године, у ових 12 насеља живело је 3714 становника у 1645 домаћинстава (од којих је 634 повременог или сезонског карактера).
Жупљани су данас већином племенски Никшићи и досељеници са разних страна из новијег доба. Веома мало је родова који се сматрају староседелачким. 
| Година | Становника |
| 1971   | 4433       |
| 1981   | 4414       |
| 1991   | 4202       |
| 2002   | 4006       |
| 2011   | 3714       |

## Културно историски споменици
Жупа има више културно историских споменика који у значајној мери могу допринети туристичкој промоцији овог краја.
Неки од најзначајнијих културно историјских споменика су:
- Јеринин град
- Волтица
- Манастир Св. Луке
- Никшин киљан
- Мрамор бана Угрена
- Никшина плоча
- споменик палим борцима на Сутјесци
- Црква св. Илије на Лукавици
- Археолошки локалитет Градина
- Остаци старе цркве у Васиљевићима
- Црква св. Јована у Моракову
- Остаци старе цркве у Миољу Пољу
- Виљајин мост
- Чануша-најстарија кућа у Жупи
- жупске некрополе и стећци

## Историја
Најранији помени о становништву Жупе говоре да су овде у средњем веку живели Риђани, племе чије порекло још увек није сасвим разјашњено. Касније, у Жупу се досељава и племе Никшића, које ће своју експанзију на Никшићко Поље и околину града Оногошта почети управо из жупског насеља Заград. Жупа је гранично подручје на традиционалној линији раздвајања историјских области Зете (касније Црне Горе) и Херцеговине. Никшић са околином, укључујући и Жупу, од краја средњег века, будући у саставу државе Херцега Стјепана, од 1448. године, као гранично подручје према Зети, током даље историје, па до данас, иако у оквиру државе Црне Горе, сматра се саставним делом Херцеговине, у историјском и географском смислу. Турска окупација, која је задесила и ову област почев од друге половине 15. века, пратила је затечене границе, па је и ово подручје ушло у састав Херцеговачког санџака, за разлику од јужнијих области у најближем суседству Никшићу, који су ушли у састав Скадарског санџака. Тако је и Жупа у наредних четири столећа пратила судбину грана Оногошта, касније Никшића, и племена Никшића које од 15. века чини већину становништва ове области, почев од легендарног војводе Никше који је, у првој половини 15. века, преотео управљање Оногоштом од бана Угрена. Учествујући у свим устанцима и ратовима које су хришћанске државе водиле на овим просторима против Османског царства, и Жупљани су плаћали велику цену своје бунтовности. Жупа је више пута паљена током ратних дејстава, а становништво се у неколико наврата у великом броју заувек исељавало. Нарочито је тежак био период од када су Турци обновили Никшић одакле су контролисали околну област. Од почетка 18. века, Никшићи и Жупљани су готово у непрекидном сукобу с никшићким Турцима. Коначно, након битке на Граховцу у којој је црногорска војска извојевала сјајну победу против бројчано и војно-технички надмоћнијих Турака, Жупа се сасвим одметнула од турске власти и 1859. године ушла у црногорску границу. Тада је успостављена Жупска капетанија. Од 1919. године, капетанија добија статус општине, све до 1954. године, када је, у поступку укрупњавања подручја јединица локалне самоуправе, Жупска општина припојена Општини Никшић.